# Wissembourg
Wissembourg (în germană Weißenburg) este un oraș în Franța, sub-prefectură a departamentului Bas-Rhin, în regiunea Alsacia. 

Wissembourg
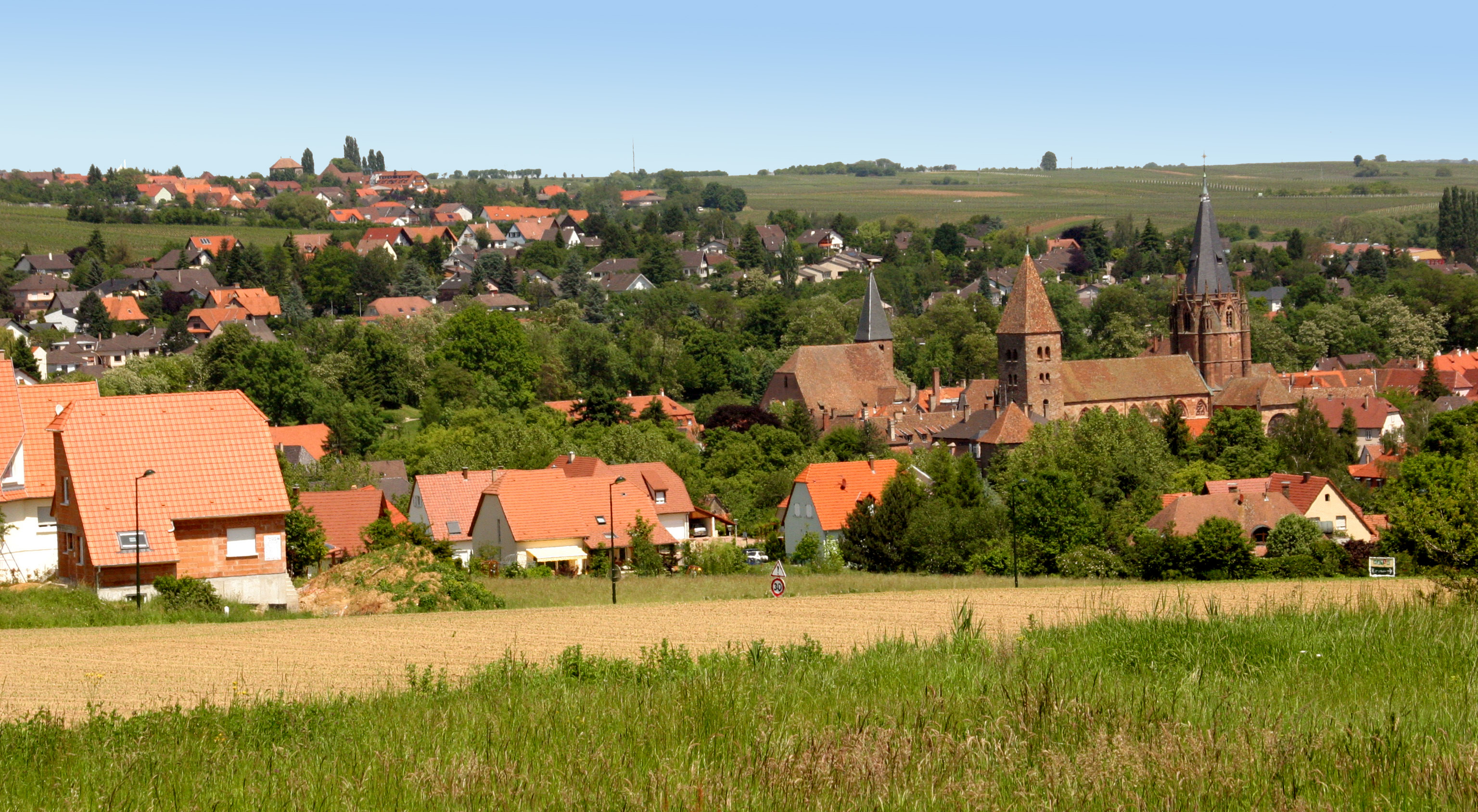
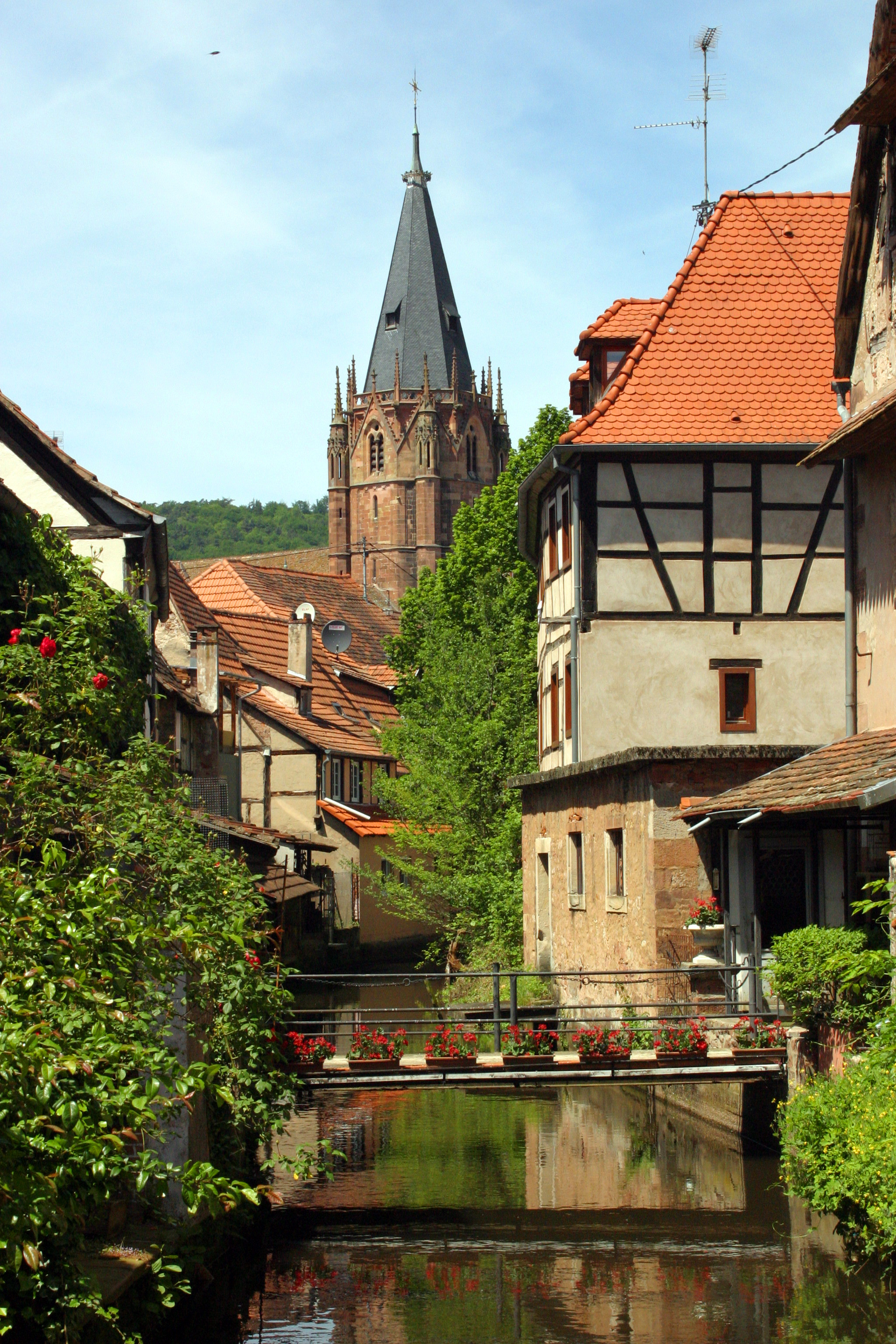
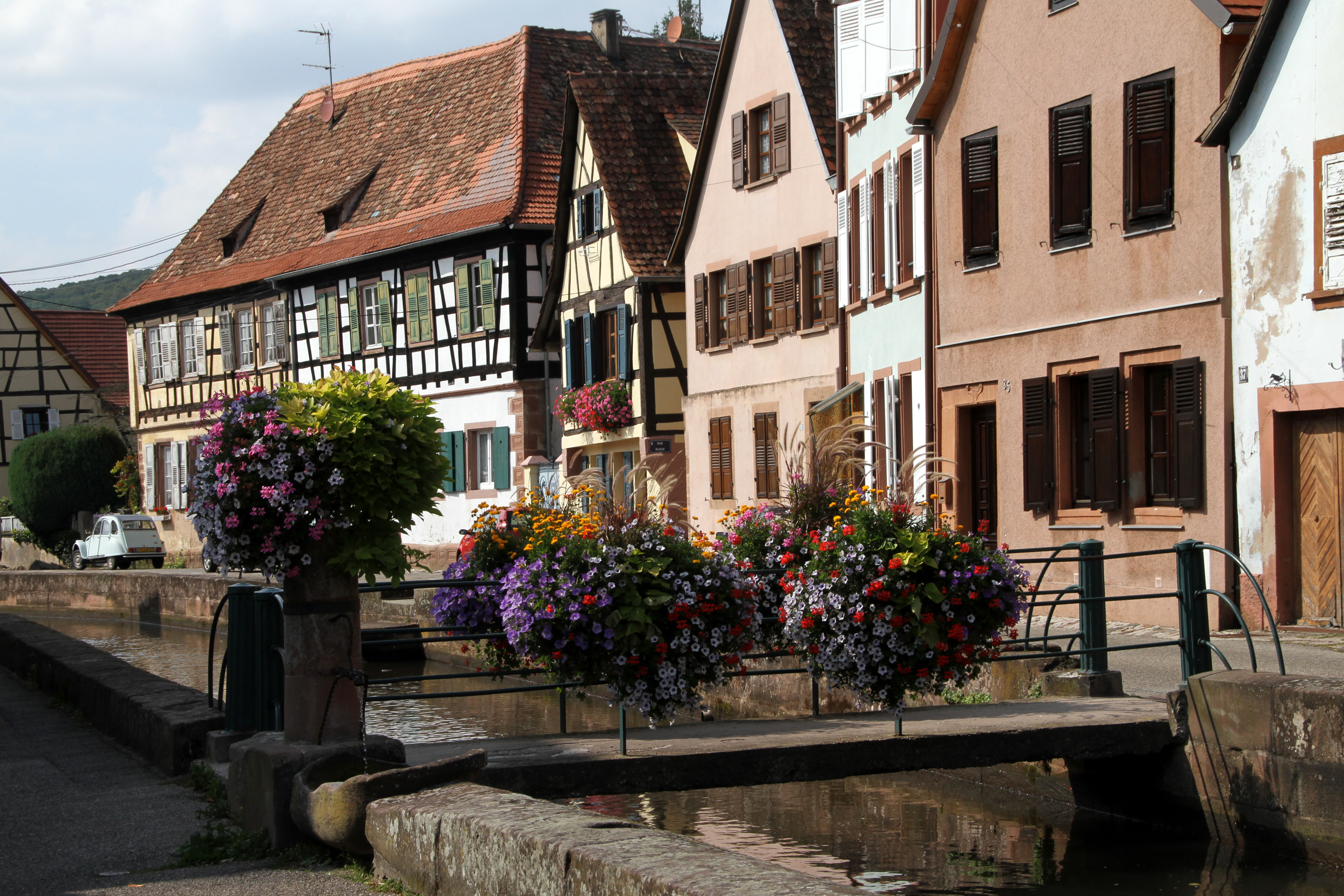
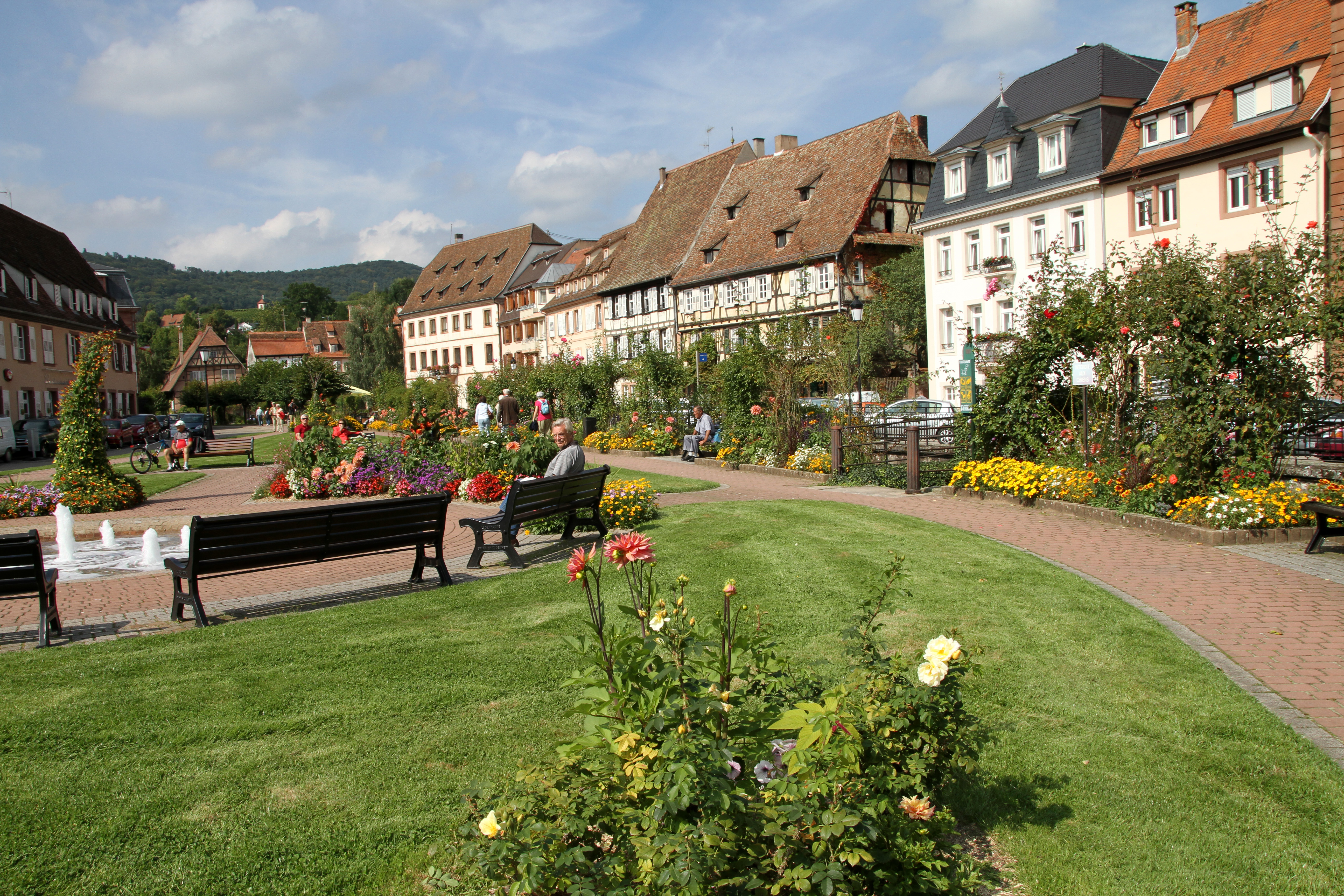
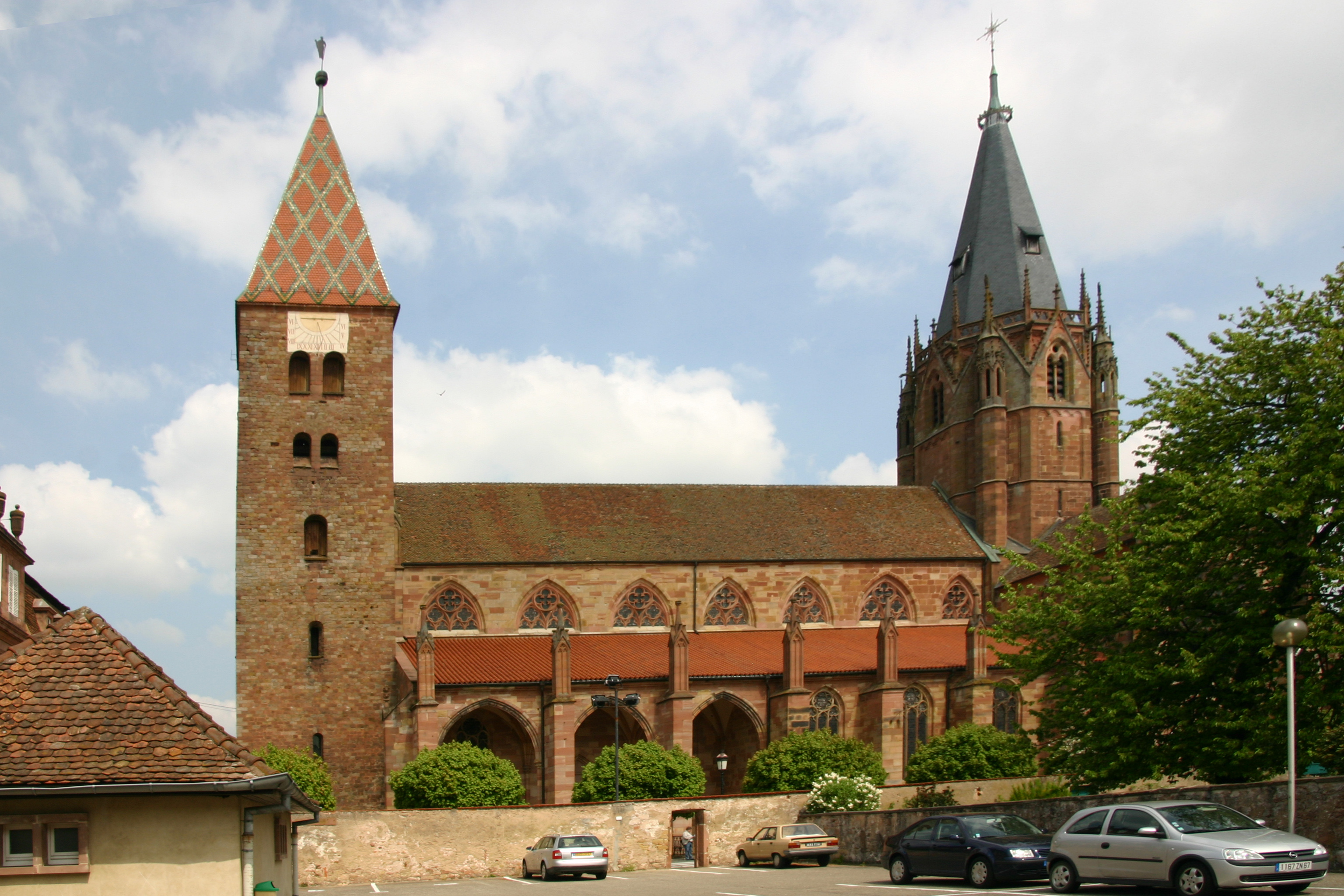
Mănăstirea Wissembourg⁠(en)[traduceți]
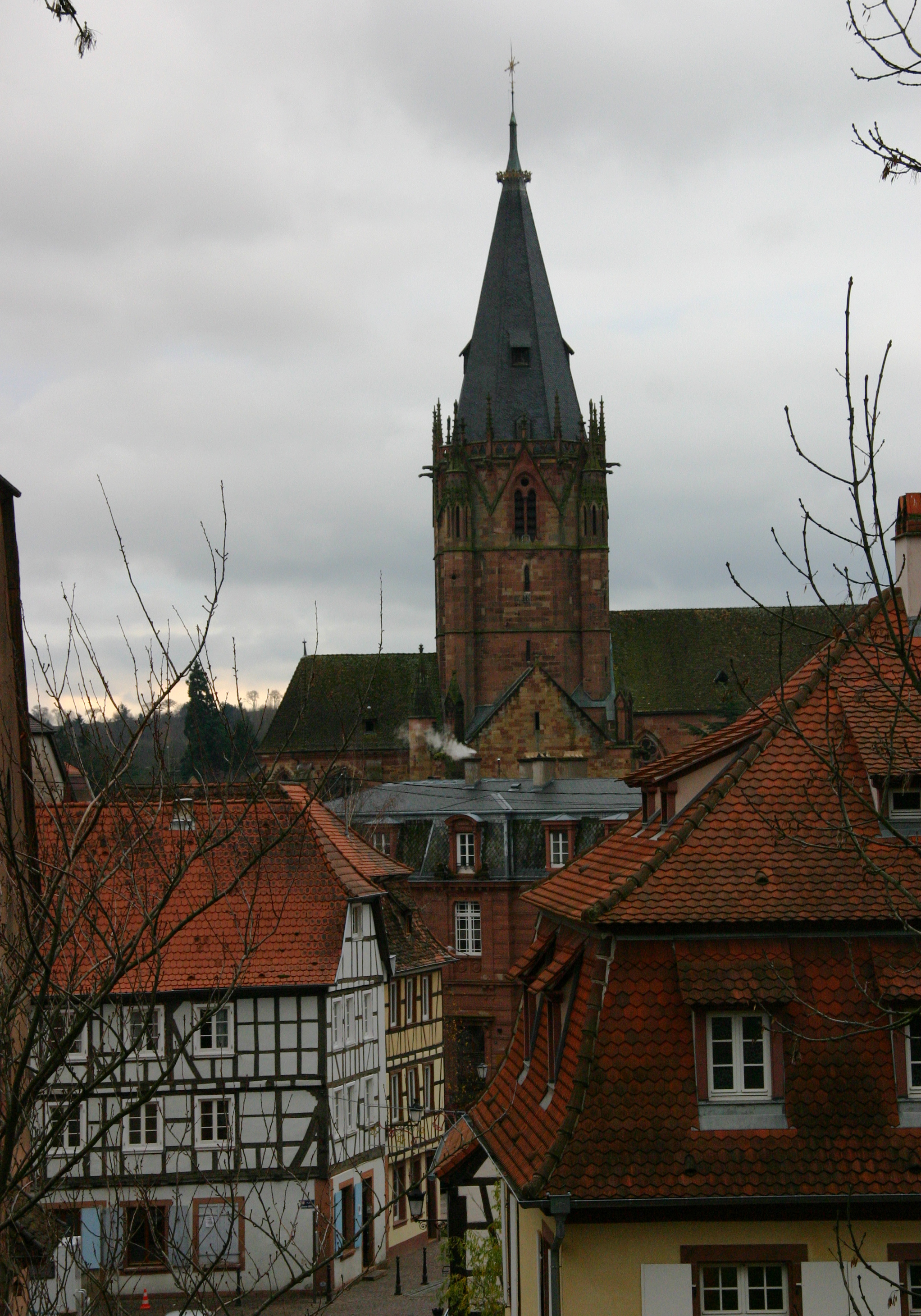
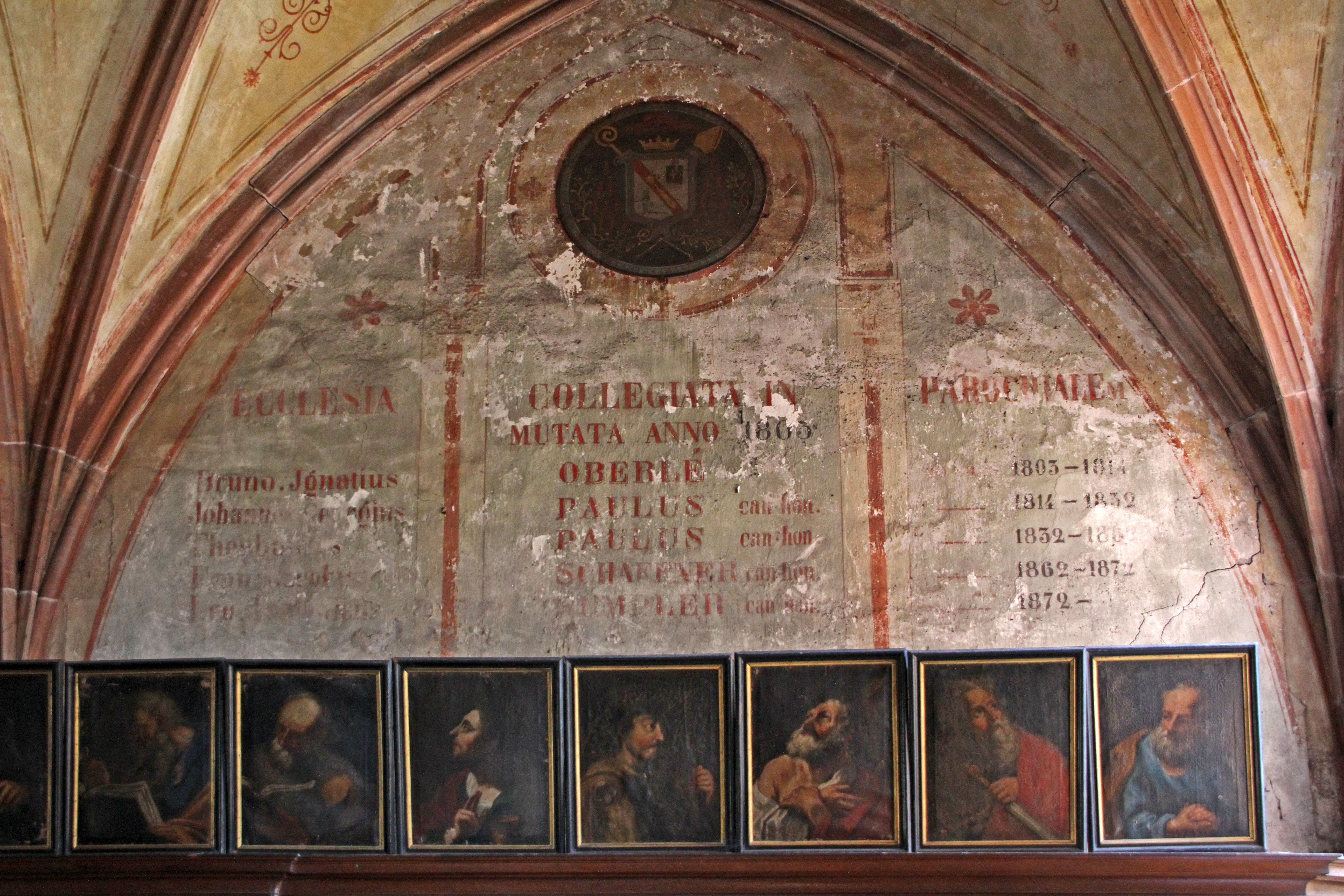
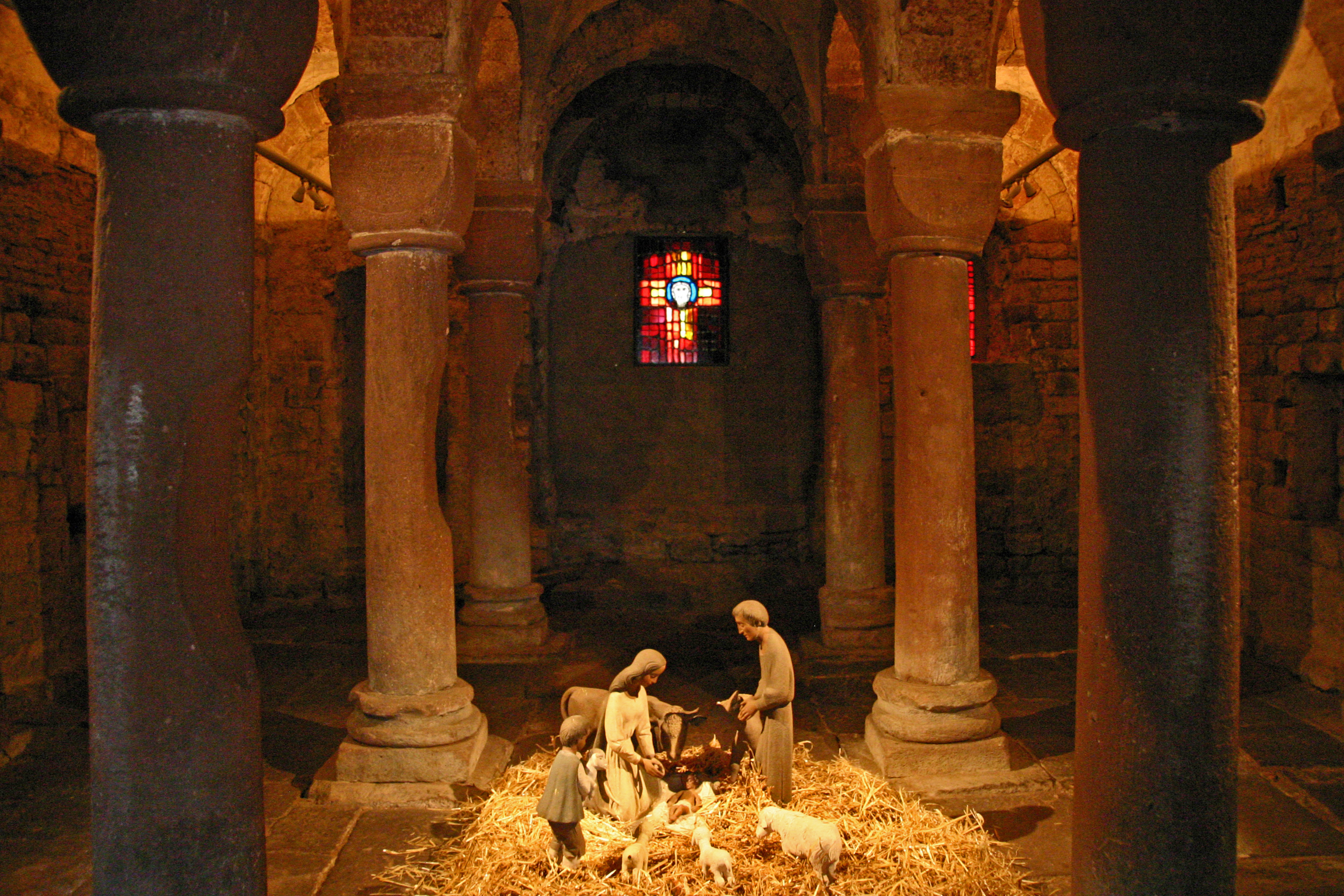